# گایس‌هوبل
گایس‌هوبل (به آلمانی: Gießhübl) یک منطقهٔ مسکونی در اتریش است که در ناحیه مودلینگ واقع شده‌است. گایس‌هوبل ۲٬۱۲۱ نفر جمعیت دارد.